# Sótano del Barro
Koordinaten: 21° 18′ 38″ N, 99° 40′ 5″ W

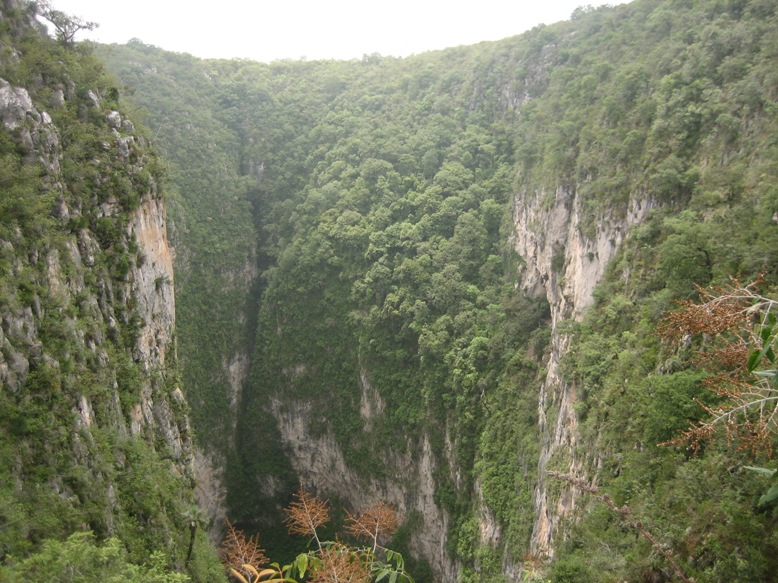
Sótano del Barro.

Der Sótano del Barro ist eine Einbruchsdoline im Biosphärenreservat Sierra Gorda im nördlichen Teil des mexikanischen Bundesstaates Querétaro.

## Lage
Der Sótano de Barro liegt beim Dorf Santa María de los Cocos in der Gemeinde (municipio) Arroyo Seco im Nordwesten des Kalksteingebirges der Sierra Gorda in einer Höhe von ca. 1860 m ü. d. M. Nächstgelegene Stadt ist das ca. 30 km (Luftlinie) in südöstlicher Richtung entfernte Jalpan de Serra.
Der Sótano de Barro ist eine etwa 1,5 Millionen Jahre alte und ca. 420 m lange, 200 m breite und 455 m tiefe Einbruchsdoline. Mit 15 Millionen Kubikmetern gehört sie zu den weltweit größten Dolinen.

## Fauna
Der Sótano de Barro beherbergt Kolonien von Papageien und anderen Vögeln, die vor allem frühmorgens dort beobachtet werden können. Im Buschwald der Umgebung leben auch Halsbandpekaris sowie einige wenige Pumas.